# Pénestin
Pénestin é uma comuna francesa na região administrativa da Bretanha, no departamento de Morbihan. Estende-se por uma área de 21,69 km². Em 2010 a comuna tinha 2 040 habitantes (densidade: 94,1 hab./km²).